# Frontinyán
Frontinyán (pròpiament en aragonès; oficialment, en castellà, Frontiñán) és un despoblat aragonès del municipi de l'Aïnsa, a la comarca del Sobrarb i la Província d'Osca.
Va ser abandonat ja a mitjan segle xx. No se'n conserva cap habitatge. Formava part de l'antic municipi d'o Elsón, juntament amb Mondot, o Elsón i Chabierre. A la dècada de 1960 totes aquestes entitats de població van ser integrades al municipi de l'Alt Sobrarb, que el 1981 va passar a ser anomenat l'Aïnsa-Sobrarb.

## Geografia
Frontinyán està situat a la vall del barranc de Sant Chils, afluent del riu Susia, afluent del Cinca, a la part sud-occidental de la comarca del Sobrarb.

## Toponímia
Segons Manuel Benito Moliner, el topònim podria provenir d'algun poblar d'època llatina anomenat Frontiniu(s). El topònim incorporaria, per tant, la terminació en -án/-ano (del llatí -anus) que expressa (entre algunes altres coses) pertinència a un personatge històric o si més no a un antic propietari rural, com també passa en el topònim d'o Mediano, segons el mateix autor.